# Benny Christensen
Benny Christensen (født 20. juli 1947) er en dansk vicekontorchef og tidligere kommunalpolitiker, der var borgmester i Ringsted Kommune fra 2002 til 2006, valgt for Socialdemokratiet.
Benny Christensen blev valgt til kommunalbestyrelsen ved valget i 1993. Han udtræder med udgangen af 2025.
Ved valget i 2005 forventede Benny Christensen at fortsætte på posten, idet han havde indgået en konstitueringsaftale med Venstre, Det Konservative Folkeparti og Radikale Venstre. Venstre valgte imidlertid at bryde aftalen og konstituere sig med Dansk Folkeparti og en lokalliste, hvilket betød, at Venstres Niels Ulrich Hermansen blev borgmester.
Benny Christensen fortsatte dog i byrådet, og han var fra 2010 til 2023 formand for ældreudvalget.